# 전자기 스펙트럼
전자기 스펙트럼(電磁氣 - , electromagnetic spectrum)은 전자기파를 파장에 따라 분해하여 배열한 것이다. 일반적인 스펙트럼이 가시광선 영역에 대한 것이라면 전자기 스펙트럼은 보다 넓은 전자기파의 범위에 대한 것이다.
이는 1헤르츠 미만에서 1025헤르츠 이상의 주파수 범위를 갖는 전자기파를 다루며, 이는 수천 킬로미터에서 원자핵 크기의 일부에 해당하는 파장에 해당한다. 이 범위는 별도의 대역으로 나뉘며 각 대역 내의 전자기파는 다른 이름으로 불린다. 스펙트럼의 저주파(장파장) 끝에서 시작하여 고주파(단파장) 끝에서 전파, 마이크로파, 적외선, 가시광선, 자외선, X선 및 감마선이 있다.
각 대역의 전자기파는 생성 방식, 물질과 상호 작용하는 방식, 실제 적용 등 다양한 특성을 가지고 있다. 장파장과 단파장에는 알려진 제한이 없다. 극자외선, 연X선, 경성X선, 감마선은 광자가 원자를 이온화하여 화학 반응을 일으킬 만큼 충분한 에너지를 갖고 있기 때문에 이온화 방사선으로 분류된다. 가시광선과 더 긴 파장의 방사선은 이러한 효과를 일으킬 만큼 에너지가 부족하기 때문에 비이온화 방사선으로 분류된다.
대부분의 전자기 스펙트럼에서 분광학을 사용하면 서로 다른 주파수의 파동을 분리하여 구성 주파수의 스펙트럼을 생성할 수 있다. 분광학은 전자기파와 물질의 상호 작용을 연구하는 데 사용된다.

파장과 방사체 온도에 따른 전자기 스펙트럼 도표

## 같이 보기
- 무선 스펙트럼
- 우주선 (물리)
- 뇌전도
- 이온화 방사선
- 오존층
- 복사 에너지
- 방사선
- 전파창
- 분광학